# Rack

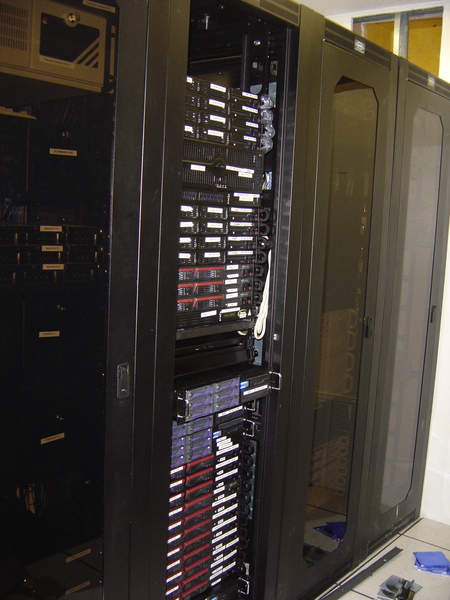
Fotografía d'un Rack.

Els racks solen contenir discs, servidors, commutadors, sistemes de monitoratge UPS i KVM, monitors i teclats,... entre els dispositius més freqüents.
La capacitat vertical d'un rack es mesura amb unitats U. La mida estàndard és de 42U tot i que al mercat se'n poden trobar de mides més grans i de més petites. Una U d'un rack equival a 1,75 polzades (4,445 cm) d'altura. La capacitat horitzontal d'un rack en canvi es mesura en unitats HP (horizontal pitch) que es correspon a 0.2 polzades (5.08 mm).

## Usos
Els racks s'utilitzen en centres de processament de dades, en supercomputadors i en instal·lacions de video i àudio.
Els racks permeten:
- Mantenir un ordre en un centre de processament de dades.
- Tenir molts dispositius en espai reduït.
- Simplificar el test i detecció d'errors en connexions físiques.
- Protegir els dispositius.
- Facilitar una refrigeració més òptima.
- Ser reutilitzats tot i actualitzar-ne els dispositius interns.
- Facilitar la reparació i intercanvi dels dispositius interns pels operaris.

En la implementació d'un centre petit normalment no és necessari l'ús de racks. Però a mesura que un centre creix, la connexió física tendeix a ser caòtica i en aquests casos els racks són una solució a aquesta problemàtica.
Els racks estan dissenyats normalment amb una franja de distribució d'electricitat o amb unitats de distribució d'energia i una altra franja per on es recull el cablejat dels servidors del rack.

## Disseny

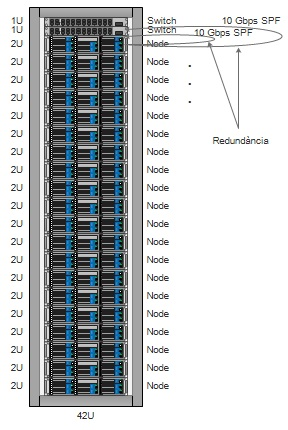
Estructura d'un Rack amb servidors i commutadors TOR

En els racks s'hi poden inserir dispositius de diferents mides. Les mides més freqüents són: 1U, 2U i 3U pel que fa a servidors i commutadors. D'altra banda en el cas que els nodes siguin blades (nodes amb discs disposats verticalment), poden arribar a ser de fins a 12U.
Normalment es sol posar els dispositius més grans i que es solen manipular més a la part baixa i mitjana. A la part alta en canvi sol anar-hi commutadors anomenats TOR (Top of Rack). Aquests commutadors solen agregar tot el trànsit dels dispositius inferiors.
Pel que fa a la mida horitzontal sol ser de 95HP (horizontal pitch) que es corresponen a 48 cm. En alguns casos la mida horitzontal també s'anomena rack en si, ja que és una mesura estàndard. Tot i això existeixen dispositius amb mides half-rack (meitat d'un rack).
Els dispositius no solen fixar-se directament a les guies del rack, ja que això dificultaria el manteniment i el reemplaçament. Per millorar aquest aspecte es solen instal·lar guies a banda i banda del rack que permeten fer correr el dispositiu cap en fora del rack com si es tractés d'un calaix.
Existeixen paquets de guies i subjecció de cable sobrant que permeten treure el dispositiu cap enfora sense que els cables es tensin o es desconnectin. Aquesta mesura però obstaculitza el flux de la refrigeració per l'excés de cable. Alguns dispositius també porten tiradors per estirar-los en fora més fàcilment.

Els racks poden incloure una part de leds dels dispostius interns en el mateix rack. Aquests leds poden agilitzar la localització del dispositiu que no està funcionant correctament.

## Tipus de Racks
Al mercat es poden trobar diferents tipus de racks des dels més simples fins als més moderns i automàtics. Es poden dividir segons els diferents paràmetres:

### Estructura
Els racks cabina són racks en que no permet la total visió dels dispositius que integren. Normalment consten d'una porta i parets metàl·liques. Són els racks més usuals, permeten la protecció dels dispositius interns i els aïllen de l'exterior del rack.
Els racks oberts són racks que consten d'un esquelet metàl·lic però que no té ni porta ni parets. Permeten veure tots els dispositius del rack i no permeten ni la seguretat ni l'aïllament.
Els racks portables són racks normalment de dimensions més reduïdes que els anteriors. Porten en el mateix rack agafadors per poder-lo transportar fàcilment. Acostumen a ser de materials resistents a cops i als agents exteriors.

### Automatització
Els Racks no automatitzats són racks que no disposen d'automatismes i només estan formats per una estructura d'algun dels tipus anteriors i dels dipositius que integren.
Els Racks automatitzats són racks que a diferència dels anteriors inclouen a més dels dispositius també automatismes que poden reaccionar a situacions del rack o del conjunt de racks. Un exemple d'aquests tipus de racks són els que inclouen sensors de temperatura i ofereixen la possibilitat d'apertura de portes en cas d'excés de temperatura. Se'n poden trobar també amb altres mecanismes de seguretat.

### Fixació interna
Els modes de fixació dels elements interns del rack han variat i segueixen variant en el temps i depenent del fabricant. A la referència d'especificació dels racks EIA-310 no es parla de la fixació.
Forat amb rosca: Les guies del rack estan perforades en forma circular amb rosca. Els nodes i components del rack estan fixats amb cargols enroscats a l'estructura del rack. Ha estat la manera més utilitzada, ja que ofereix resistència i seguretat als dispositius dels racks en cas de trasllat, moviments sísmics,...
Hi ha diferents mètriques per fixar els elements tot i que la més estesa és la mètrica 6. Aquest mode de fixació permet la compatibilitat amb la fixació de safates per colorar-hi a sobre servidors, ordinadors d'escriptori o aparells d'àudio i vídeo.
Forat sense rosca: les guies del rack estan perforades en forma circular sense rosca. Els nodes estan fixats amb clips fixadors o femelles autobloquejants. Aquest mètode de fixació és convertible a l'anterior amb les eines adequades. Va ser utilitzat principalment pels racks dissenyats per IBM i HP.